# Franco Merli
Franco Merli (Róma, 1956. október 31. – 2025. május 17.) olasz színész. 
Pier Paolo Pasolini fedezte fel, aki két filmjében is szerepeltette. Az 1970-es évek végén Merli eltűnt a filmvilágból.

## Pályafutása
Merli benzinkutasként dolgozott, amikor felfigyelt rá Ninetto Davoli, aki barátja, a rendező Pier Paolo Pasolini figyelmébe ajánlotta őt. Merli ekkor 16 éves volt. Pasolini rábízta Nuredin szerepét Az Ezeregyéjszaka virágai (1974) című filmjében. Az amatőr Merli remekül hozta a tapasztalatlan, naiv szerelmes ifjú figuráját. Pasolini újabb, ám ezúttal kisebb szerepet bízott rá a Salò, avagy Szodoma 120 napja (1975) című hírhedt filmjében: Franco játszotta az egyik fiú áldozatot, akinek a film végén kitépik a nyelvét. Mint a többi áldozatot játszó amatőr, Merli is a saját keresztnevén szerepelt a filmben: az általa megformált figurát Francónak hívták. 
A Salò egyik szereplője, Ezio Manni évekkel később úgy emlékezett vissza a forgatásra, hogy Merli az egyik jelenet forgatása közben váratlanul kiborult. Arról az epizódról van szó, amelyben az övét választják a legszebb fenéknek, ám a győztes jutalma az, hogy agyonlövik. Amikor azonban a fegyvert Merli halántékához szorították, a fiatalember felzaklatva távozott. Manni állítása szerint megnyugtatta őt, és rávette, hogy térjen vissza és csinálja meg a jelenetet. Mivel Franco számára egyébként sem a meztelen szereplés, sem a megalázási és kínzási jelenetek nem okoztak problémát, elképzelhető, hogy az ominózus forgatási incidens egy korábbi emléket idézett fel benne. Nem kizárt, hogy Merli olyan emblematikus alakja lehetett volna Pasolini alkotásainak, mint például a már említett Ninetto Davoli, de a rendező brutális meggyilkolása miatt az együttműködés megszakadt. 
Franco még további három filmben kapott kisebb szerepeket. Ezek közül Ettore Scola fergeteges szatírája, a Csúfak és gonoszak (1976) a legemlékezetesebb. Ebben egy népes család egyik tagját alakítja, aki transzvesztita prostituáltként dolgozik, és a család többi tagjához hasonlóan a Nino Manfredi játszotta főszereplő dugipénzét akarja megszerezni.
Merli az új évezredben szülővárosában él, ahol egy bankban dolgozik. Két fia van. 2006-ban mutatták be Olaszországban a Pasolini prossimo nostro című dokumentumfilmet, Giuseppe Bertolucci alkotását. A mű Pasolini utolsó játékfilmje, a Salò, avagy Szodoma 120 napja elkészítésének körülményeiről szól, korabeli interjúk, forgatási fotók és időközben előkerült kivágott jelenetek segítségével. Merli nem szerepel ténylegesen a dokumentumfilmben, csupán a felhasznált archív anyagokon látható.

## Filmjei
- 1974 Az Ezeregyéjszaka virágai (Il fiore delle mille e una notte)
- 1975 Salò, avagy Szodoma 120 napja (Salò o le 120 giornate di Sodoma)
- 1975 La Collegiale
- 1976 Csúfak és gonoszak / Csúfak, piszkosak és gonoszak (Brutti sporchi e cattivi)
- 1979 Il Malato immaginario